# Serpentara

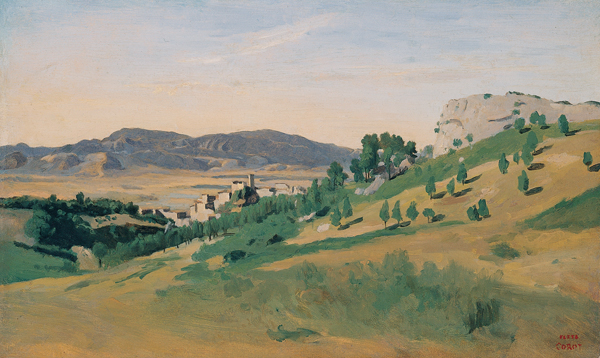
Vue d'Olevano (1827), Jean-Baptiste Camille Corot.

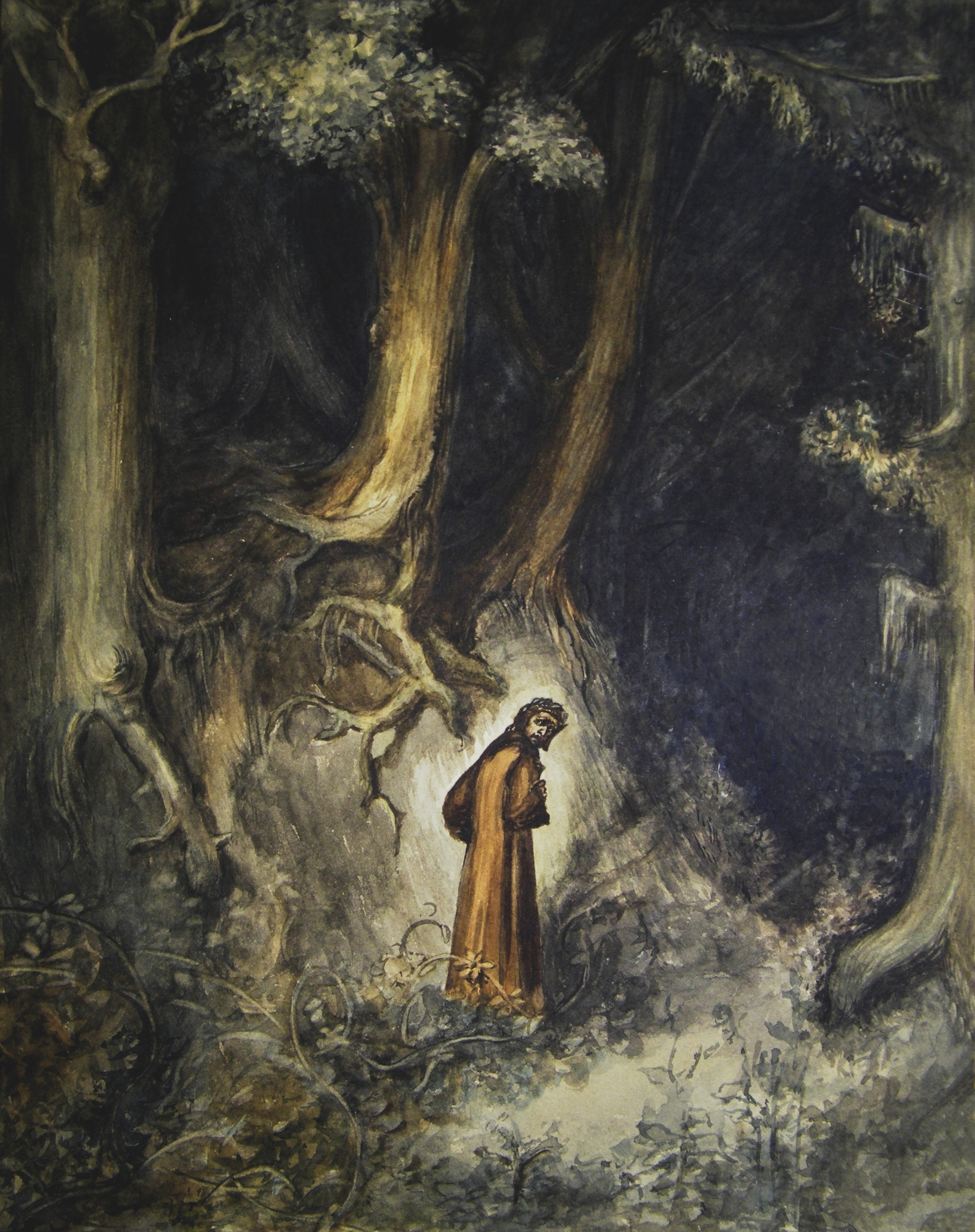
Illustration de Gustave Doré pour la Divine Comédie de Dante.

La forêt de Serpentara est une forêt de chênes verts située sur aux pieds de la commune italienne d'Olevano Romano dans le Latium. Les peintres du groupe des Romains allemands la considèrent comme le bois sacré cher aux romantiques.

## Localisation
La forêt se trouve au nord de la commune d'Olevano Romano, à une soixantaine de kilomètres à l'est de Rome et à une trentaine de kilomètres de Tivoli.

## Historique
Plantés sur la roche nue, les chênes de la Serpentara sont le sujet d'étude préféré des Romantiques. Une action conjointe des peintres allemands et italiens et des amateurs d'art empêche, en 1873, la déforestation et l'utilisation du bois pour la fabrication de traverses de chemin de fer. Les fonds recueillis permettent l'acquisition du bosquet en faveur du Reich allemand grâce à l'investissement de l'Empereur et du peintre Carl Schuch impliqué dans l'opération de sauvetage pour un quart du coût.
Au début du XXe siècle, le sculpteur Heinrich Gerhardt y fait construire un refuge de montagne dont il fait don en 1914 à l'Académie des arts de Berlin. Depuis 1961, une bourse d'études permet aux lauréats de l'Académie allemande Villa Massimo de Rome d'y séjourner durant trois mois. La Villa Serpentara est restructurée en 2000.
La forêt de Serpentara aurait inspiré, à Gustave Doré, les gravures de la « forêt obscure » illustrant le chant I de l'Enfer de la Divine Comédie de Dante,.

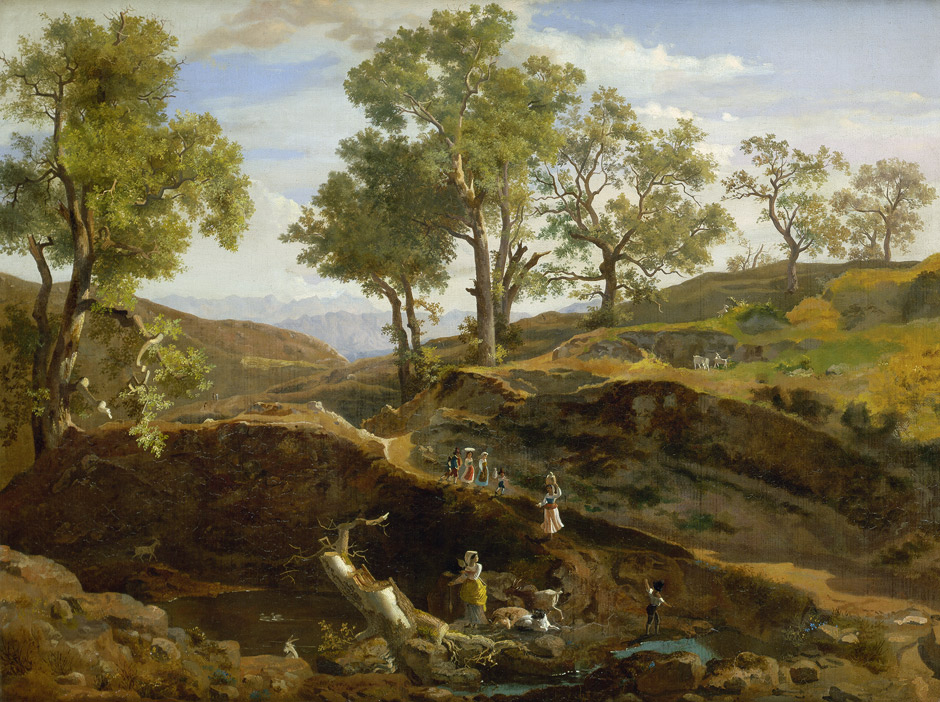
In der Serpentara, August Lucas
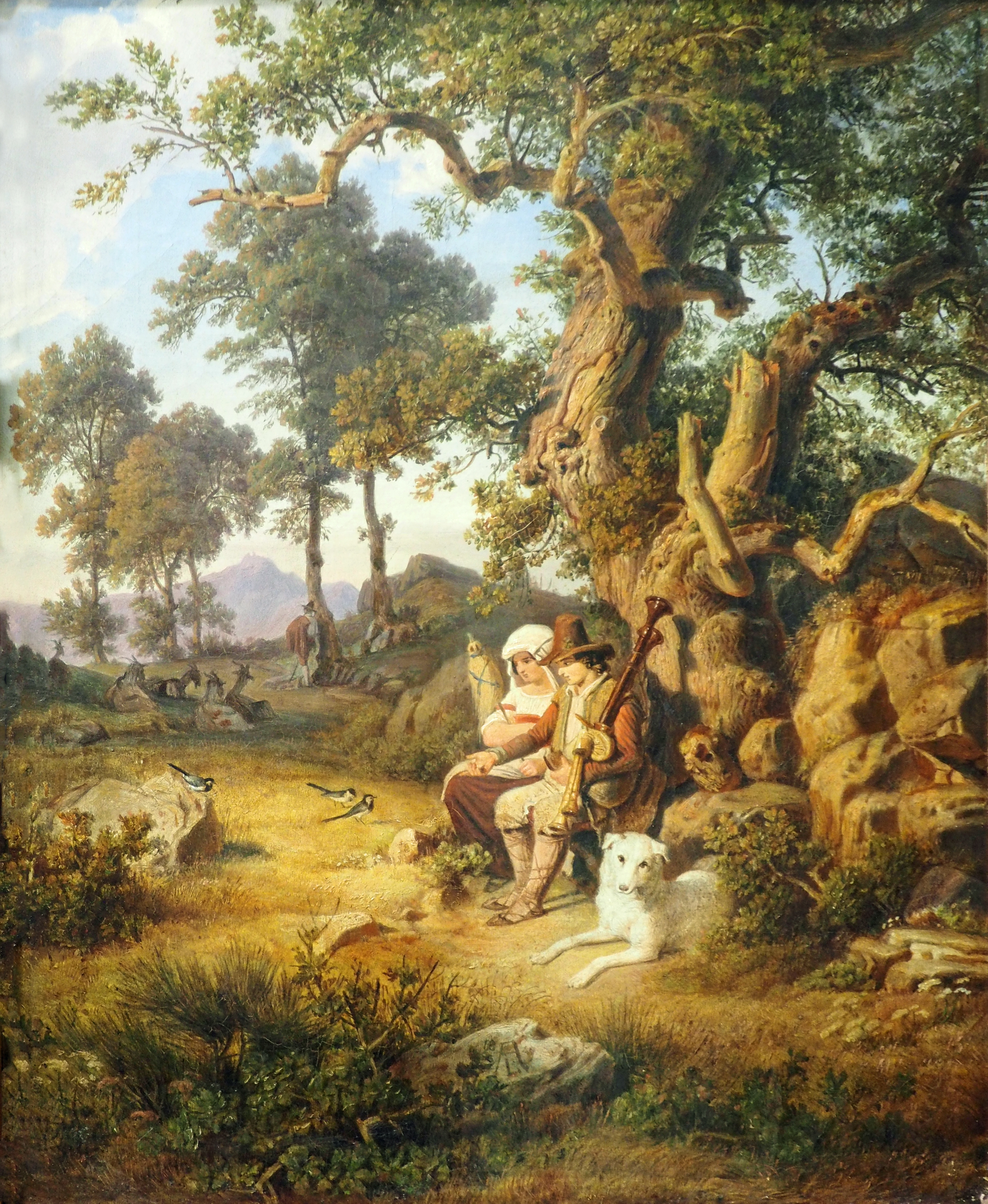
Landschaft aus der Serpentara bei Olevano August Lucas
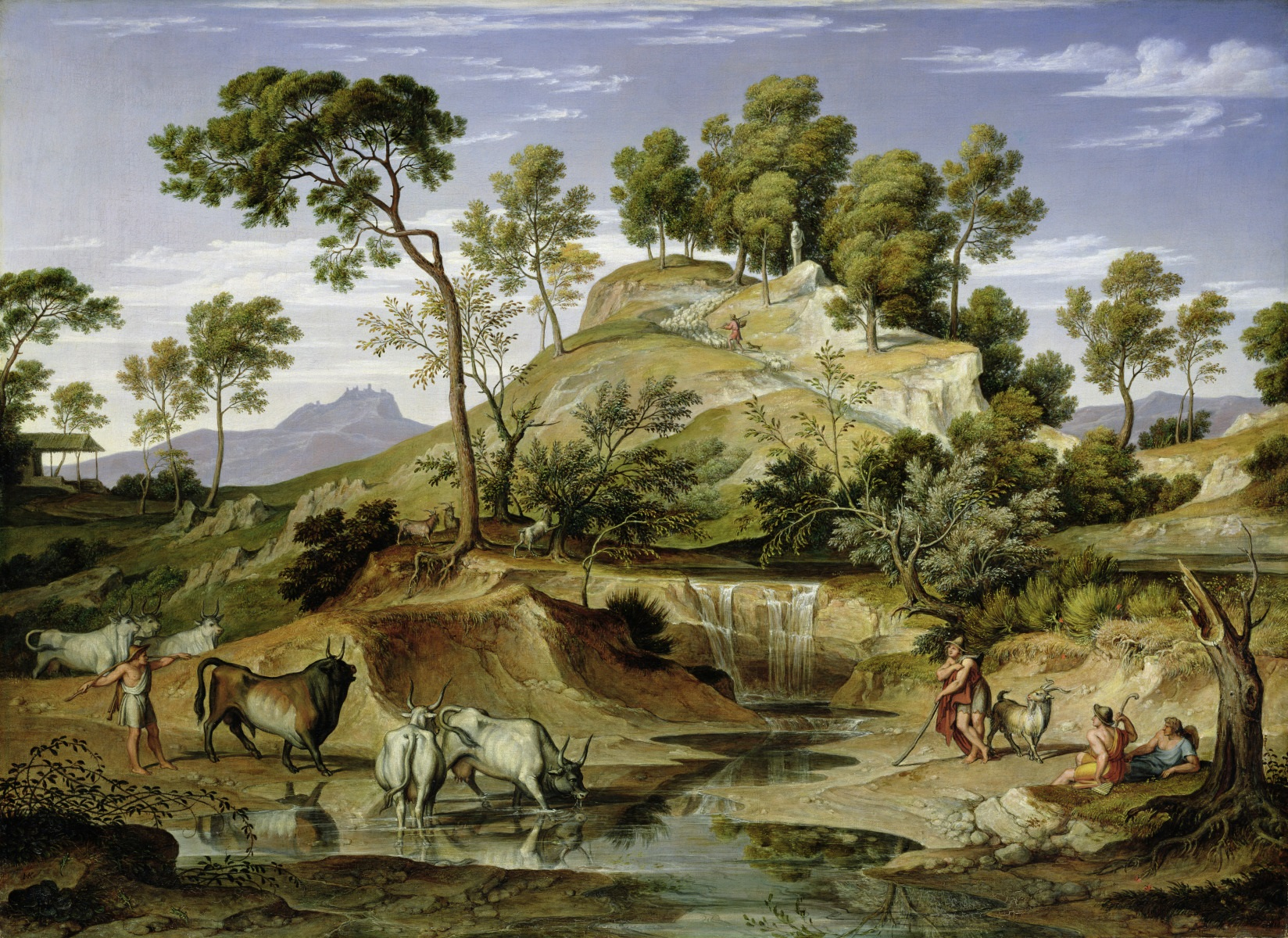
Serpentaralandschaft mit Hirten und Rindern an der Quelle, Joseph Anton Koch
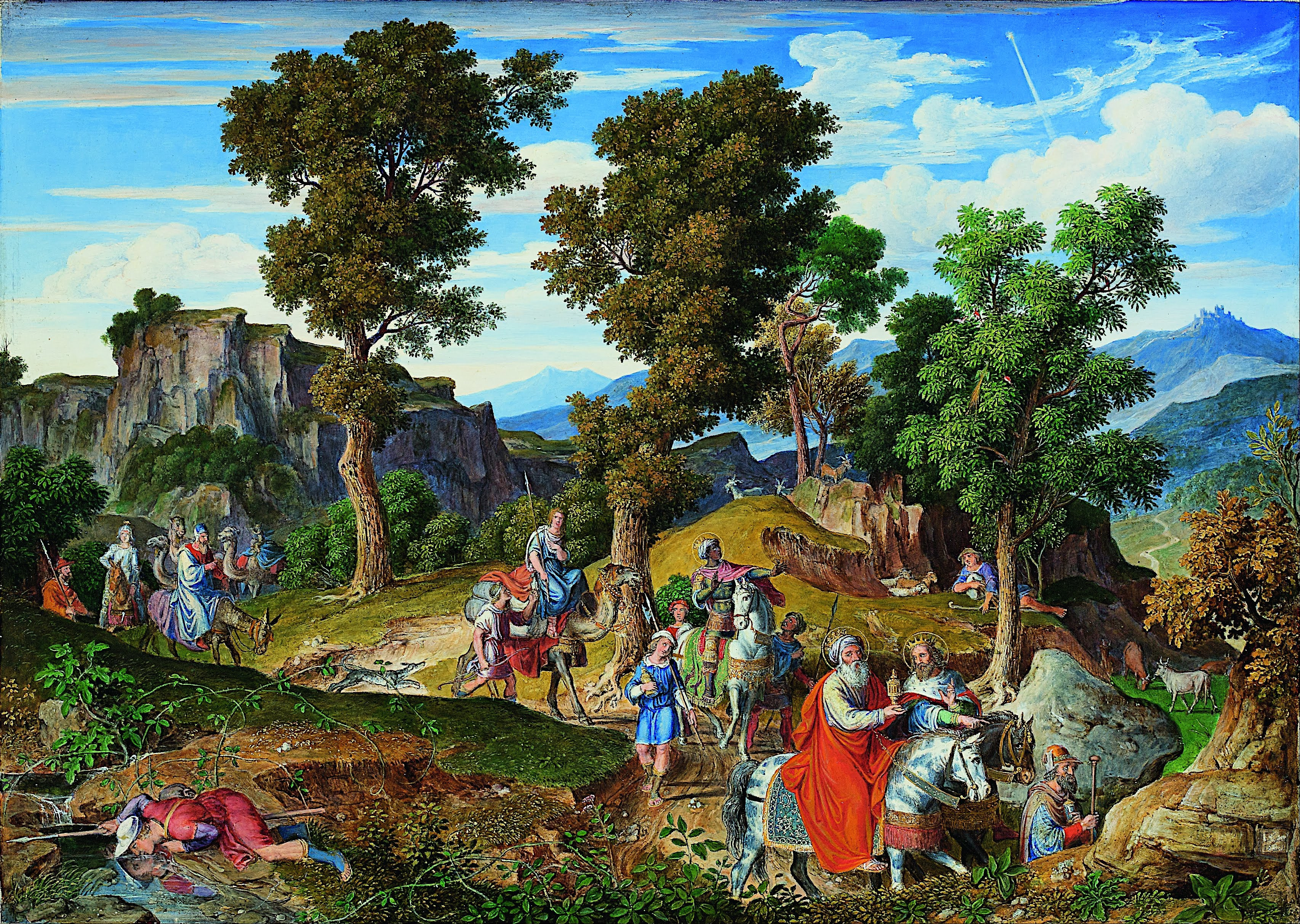
Serpentaralandschaft mit dem Zug der Heiligen Drei Könige